# Palesztin alagútháború a Gázai övezetben

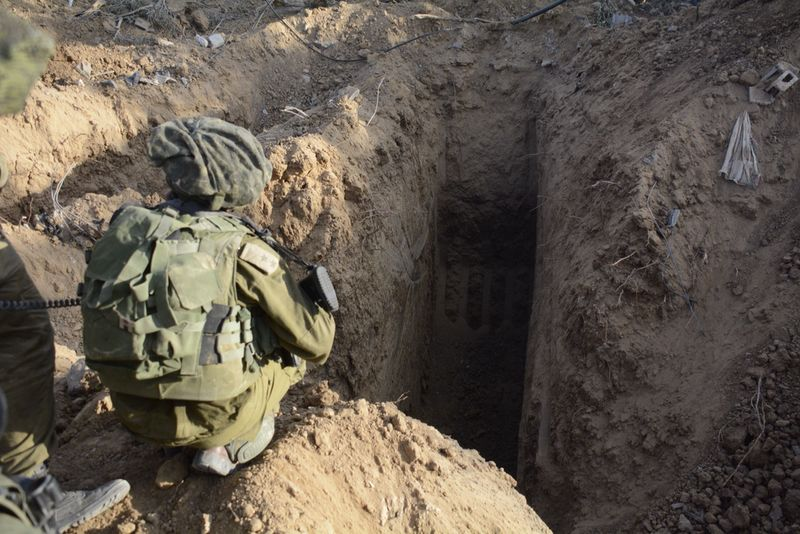
IDF-katona egy frissen felfedezett alagutat néz a Gázai övezetben

A Gázai övezet alatti hatalmas alagúthálózatot hadviselés céljára is használják a csempészet mellett. A földalatti alagúthálózat lehetővé teszi az alagút-hadviselést a Hamász és más militáns csoportok számára, hogy a fegyvereiket tárolják, a föld alatt találkozzanak és észrevétlenül mozogjanak, kommunikáljanak, kiképzéseket tartsanak,  támadásokat indítsanak, túszokat szállítsanak, és anélkül rejtőzzenek el, hogy az izraeli vagy egyiptomi hatóságok észlelnék őket.
A Gázai övezetben található alagúthálózat teljes hossza és méretei nem ismertek, a részleteket az érintett felek titokban tartják. A Palesztin Nemzeti Hatóság vezetője, Ismail Haniyeh 2016-ban jelezte, hogy az alagúthálózat kétszerese a Vietnami Nemzeti Felszabadítási Front által a vietnami háború idején épített Củ Chi alagúthálózat méretének. Daniel Rubinstein 2015. februárjában egy privát információra hivatkozva azt írta, hogy Izrael 100 kilométer (62 mi) hosszú alagutat fedezett fel a 2014-es gázai háború során, amelynek egyharmada Izrael területe alatt húzódott. Az Ynet munkatársa, Alex Fishman ugyanezt az adatot közölte 2017-ben. A Haaretz riportere, Yaniv Kubovich 2021 júniusában arról számolt be, hogy a Hamász "több száz kilométernyi alagutat épített a Gázai övezet alatt", miután az alagútrendszer egy része megrongálódott a Falak Őre hadművelet során.
Az alagútrendszer számos gázai település alatt fut, mint például Hán Júnisz, Jabalia és a Shati menekülttábor alatt. Az alagút bejáratait jellemzően épületek, például magánházak vagy mecsetek belsejében rejtik el, vagy más módon álcázzák, így akadályozva a légi képalkotással vagy drónokkal történő észlelést. Eyal Weizman szerint "a legtöbb alagútnak több hozzáférési pontja és útvonala van, amelyek lakóházakból vagy akár csirkeólakból indulnak, főúttá egyesülnek, majd ismét több külön járatba ágaznak el, amelyek a túloldalon lévő épületekbe vezetnek." A 2014-es gázai háború során az IDF „bonyolult alagúthálózatot talált, számos be- és kilépő aknafedéllel ellátva”, és „[a] fő alagút gyakran kettévált, és helyenként párhuzamos útvonalak is voltak”. Az alagutak általában 20-30 méterel a felszín alatt találhatóak. Átlagosan minden alagút körülbelül 1-2 méter széles, elektromos árammal, lámpákkal és esetenként szállításra alkalmas sínekkel felszerelt. Az alagutak gyakran olyan csapdák, melyek rögtönzött robbanószerkezetekkel vannak felszerelve.
Az alagutak felkutatásával megbízott IDF mérnök  a Haaretznek azt nyilatkozta, hogy három, 2013-ban felfedezett alagút nyitotta fel az izraeliek szemét az alagúthálózat arányairól. A mérnök leírta: "széles alagutak, belső kommunikációs rendszerekkel, amelyeket mélyen a felszín alá ástak, az oldalaikat betonréteggel erősítették meg", amelyekben "minden nehézség nélkül, felegyenesedve lehetett sétálni". Az izraeli hadsereg szóvivője azt mondta, hogy az alagútrendszer "olyan, mint a földalatti, a metró".
2022 novemberében az ENSZ palesztin menekültekkel foglalkozó segély- és munkaügynöksége (UNRWA) arról számolt be, hogy alagutat talált az ügynökség által üzemeltetett általános iskola alatt. "Az Ügynökség határozottan tiltakozott az illetékes gázai hatóságoknál, kifejezte felháborodását és elítélte azt, hogy az egyik létesítményük alatt ilyen építmény helyeztek el", a szervezet szerint "ez a nemzetközi jog megsértése valamint az Ügynökség semlegességének súlyos megsértése is" amely "jelentős biztonsági és biztonsági kockázatoknak teszi ki a gyermekeket és az Ügynökség alkalmazottait." Az UNRWA közleménye szerint az ügynökség "elkerítette a területet, és sürgős intézkedéseket tett az iskola újbóli biztonságossá tételére, beleértve az üreg végleges lezárását".
2023. október 24-én a Hamász szabadon engedte a 85 éves Yocheved Lifshitz-et, akit túszul ejtettek a Hamász Izrael elleni 2023. október 7-i támadásában. Lifshitz leírta, hogy két-három órát kellett nedves alagutakban gyalogolnia, amíg ő és túsztársai egy nagy terembe értek. Lifshitz azt mondta az újságíróknak, hogy a Hamásznak "hatalmas alagúthálózata" van, amely "pókhálóra" hasonlít. Lifshitz szerint a Hamasz viszonylag tiszta szobákat készített elő számukra, matracokkal a padlón, a túszokat rendszeresen látogatták orvosok a föld alatti börtönükben.

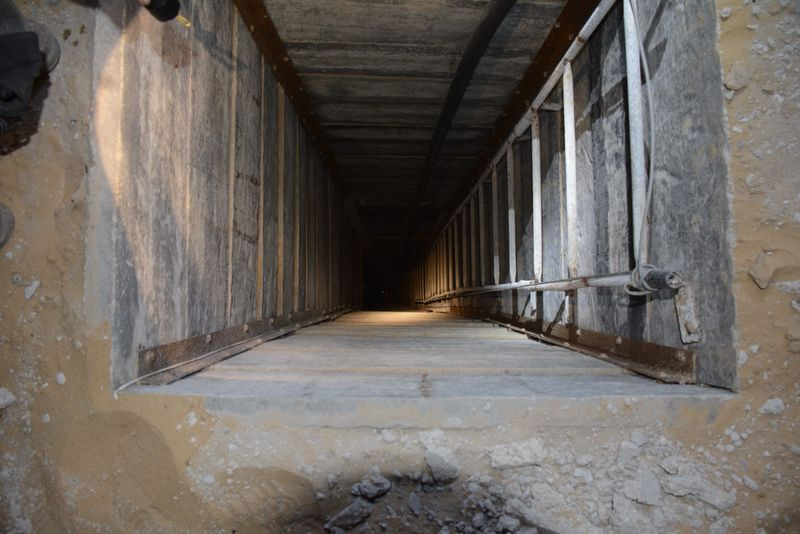
Fénykép egy 2014-ben felfedezett gázai alagútaknáról

A hadviselés céljára használt alagúthálózat elődei a Gázai övezetet Egyiptommal összekötő csempészalagutak voltak. Alagutak kötik össze Rafah egyiptomi és gázai oldalát az 1980-as évek eleje óta, amikor is a Philadelphi-út mesterségesen kettéosztotta a várost. Az alagutak mérete, kifinomultsága és jelentősége a 2007-es egyiptomi és izraeli gazdasági blokád következtében az alagutak egyre kifinomultabbak, hosszabbak lettek valamint több célra használják őket.
Az Izraelbe vezető alagutakat erre szakosodott rafahi családok építették, akik kereskedelem és csempészet céljából épített egyiptomi alagutak ásására szakosodtak. Eado Hecht, a földalatti hadviselésre szakosodott izraeli védelmi elemző szerint „[a] földalatti komplexumok koncepciójukban meglehetősen hasonlítanak a dél-vietnami dzsungelek alatt ásott Viet Cong alagutakhoz, bár a kivitelezés minősége jobb, betonfalakkal, tetővel, villanyárammal és hosszú tartózkodáshoz szükséges egyéb felszerelésekkel vannak ellátva."
Az izraeli hadsereg becslései szerint 2014-ben a Hamasz körülbelül 30-90 millió dollárt költött, és 600 000 tonna betont használt fel három tucat alagút építésére. Becslések szerint egy-egy alagút építése 3 millió dollárba került.
A Mako hálózat az alagutak építésének körülményeiről a következőket tette közzé egy meg nem nevezett izraeli informátorra hivatkozva, aki azt mondta, hogy dolgozott az építkezéseken: a munkások napi 8-12 órát töltöttek az építkezéssel veszélyes körülmények között, és a havi bérük 150-300 dollár volt. A Hamász elektromos vagy pneumatikus légkalapácsokat használt az alagutak fúrásához. Az alagutakat  18–25 méter mélyen a föld alá ásták, napi 4–5 métert haladtak előre. Az alagutakat általában homokos talajon keresztül fúrták, és a tetőt tartósabb agyagréteggel kellett alátámasztaniuk. Az alagutakat az egyes alagutak mellett levő műhelyekben gyártott betonpanelekkel is megerősítették. 2014-ben Yiftah S. Shapir és Gal Perel szerint egy alagút építésének költsége körülbelül 100 000 dollár volt, és körülbelül három hónapig tartott az építkezés.
Az Al-Monitor beszámolója szerint az alagutakat ásó munkások hosszú időt töltenek a föld alatt, és egy kerékpárhoz hasonló pedálos, lánccal ellátott eszközt használnak, hogy hanyatt fekve és lábbal pedálozva fúrják át a földet.
Az alagutak építése és használata halálos veszélyekkel jár a robbanóanyagok véletlenszerű felrobbanása és az alagút esetleges beomlása miatt. A Hamász jelentése szerint 2017-ben fegyveres szárnyának 22 tagja halt meg alagútbalesetben; Egy másik fegyveres 2018. április 22-én halt meg.

## Stratégiai célok és használat
Dr. Eado Hecht, egy, a földalatti hadviselésre szakosodott izraeli védelmi elemző szerint „Gázában a felszín alatt háromféle alagút létezett: csempészalagutak Gáza és Egyiptom között; Gázán belüli védelmi alagutak, amelyek parancsnoki központoknak és fegyverek tárolására szolgálnak; és - a védelmi alagutakhoz kapcsolódó – Izrael elleni, a határokon átnyúló támadásokhoz használt offenzív alagutak”, amelyeken keresztük izraeli katonákat és civileket tudnak megtámadni, elfogni és túszul ejteni.
A Jerusalem Center for Public Affairs, egy izraeli biztonsági think tank az alagút-hadviselést az erőegyensúly megváltoztatására irányuló kísérletként írja le: "Az alagútháború hatékony eszközt biztosított a technológiailag jobban felszerelt ellenféllel szembenéző fegyvereseknek a légi fölény elleni küzdelemhez." A központ szerint az alagutakban rakétakilövőket rejtenek el, megkönnyítik a stratégiai célpontok, például a Ben-Gurion repülőtér elleni támadásokat, és lehetővé teszik az Izrael területére történő behatolást.
A The Washington Post egyik vezércikke szerint az alagutak építéséhez "több tonna betont használnak fel, amelyre inkább lakóépületek számára lenne égetően szükség", ezen kívül a civileket is veszélyeztetik, mivel polgári otthonok alatt épültek, például a "sűrűn lakott Shijaiyah kerületben" és az al-Wafa és a Shifa kórház alatt.

### Felhasználás védelmi célokra
Az Al-Monitor jelentésében a Gázán belül valamint a határokon kívül épült alagutakról írt, amelyek két célt szolgálnak: fegyverek tárolását és elrejtését, beleértve a rakétákat és hordozórakétákat, ezen kívül biztonságos szabad mozgást biztosítanak a Hamász fegyvereseinek. A jelentés rámutatott, hogy ez utóbbi funkciót az ún. „biztonsági alagutak” szolgálják: „A Hamász minden egyes vezetője, a legalacsonyabb beosztású bürokratáktól a legmagasabb rangú vezetőkig igen jól ismeri az ő és családja számára kijelölt biztonsági alagúthoz vezető utat." A Hamász katonai szárnya, a Kasszam-brigádok huszonhárom fegyverese túlélte a 2014. július 17-i izraeli bombázást, sikerült életben maradniuk, de az augusztus elején életbe lépő tűzszünetig egy alagútban bújtak el. 2013 októberében Ihab al-Ghussein, a Palesztin Nemzeti Hatóság belügyminisztériumának szóvivője úgy jellemezte az alagutakat, mint Gáza „önvédelméhez való jogának” gyakorlását. 2014 októberében a Hamász akkori vezetője, Khalid Mishal tagadta, hogy az alagutakat valaha is civilek megtámadására használták volna: "Használták az alagutakat civilek vagy városok lakóinak megölésére? Nem. Soha! A Hamász vagy arra használta őket, hogy az izraeli hadsereg hátsó vonalai mögött csapjanak le, vagy katonai helyszíneket támadtak meg... Ez azt bizonyítja, hogy a Hamász csak megvédi magát."
Az alagutak fegyverek és fegyveresek elrejtésére és védelmére szolgálnak, megkönnyítik a kommunikációt, megnehezítik a levegőből történő felderítést. [28] Khalid Meshal, a Hamász vezetője a Vanity Fairnek adott interjúban elmondta, hogy az alagútrendszer egy önvédelmi egység, amelynek célja, hogy akadályokat állítson Izrael erőteljes katonai arzenálja elé, és ellencsapásokat hajtson végre az IDF vonalai mögött. Elismerte, hogy az alagutakat Izraelbe való beszivárgásra használják, de azt mondta, hogy a támadó műveletek soha nem okozták civilek halálát Izraelben, és tagadta az izraeli civilek elleni tervezett tömeges támadásokat.
1989-ben a Hamász logisztikai tisztje és fegyvercsempész, Mahmúd al-Mabhouh egy csempészalagúton keresztül Egyiptomba szökött az IDF erői elől.
A 2012-es Felhőoszlop hadművelet során a palesztin fegyveresek gyakran használták az alagutakat és bunkereket fedezékül az izraeli légicsapások ellen.

### Támadásra történő felhasználás
Egy gázai palesztin katona az al-Monitor hírportálnak kifejtette, hogy a határokon átnyúló alagút létesítésének célja az volt, hogy hadműveleteket hajtsanak végre az ellenséges vonalak mögött abban az esetben, ha izraeli hadművelet indul Gáza ellen. A Hamász vezetője, Yahya Sinwar az alagutak stratégiai fontosságát kommentálva kijelentette: "Ma mi vagyunk azok, akik megszállják őket; ők nem támadnak meg minket."Az alagutakról a Hamász volt vezetője, Iszmail Hanija úgy írt, mint „új katonai stratégiáról a megszállás ellen, valamint az ellenséggel való konfrontáció új módjáról a föld alatt és föld felett”. A palesztin milícia al-Monitor által megszerzett dokumentuma, mely a The Washington Postban is megjelent, leírja a határ alatt húzódó alagutak funkcióit:
Az alagútháború az egyik legfontosabb és legveszélyesebb katonai taktika az izraeli hadsereggel szemben, minőségi és stratégiai távlatai vannak, emberi és erkölcsi hatásai, valamint komoly fenyegetést és kihívást jelent az izraeli hadsereg számára, amely nagyon jól fel van fegyverezve és  pontosan követi a biztonsági doktrínákat, beleértve a védelmi intézkedéseket és az megelőzést. ... [A taktika az, hogy] meg kell lepni az ellenséget, halálos csapást kell mérni rá, ami nem ad esélyt a neki túlélésre vagy a menekülésre, illetve nem ad esélyt arra sem, hogy harcoljon és megvédje magát.
Izraeli szóvivők hangsúlyozták, hogy az alagutak célja izraeli civilek megtámadása. Benjamin Netanjahu miniszterelnök szerint a Gázából Izraelibe átnyúló, határokon átvezető alagutak „egyedüli célja” „polgáraink elpusztítása és gyermekeink megölése”. Az izraeli kormány „terror alagutaknak” nevezte az alagutakat és kijelentette, hogy  az alagutak segítségével lehetőség nyílik arra, hogy civileket és katonákat vegyenek célba Izraelben. Benjamin Netanjahu miniszterelnök azt mondta, hogy az alagútépítések célja civilek elrablása és megölése. Az IDF szóvivője szerint a cél "civilek elrablása vagy megölése, de akár egy katonával is beérik". A Ma'ariv című izraeli újság arról számolt be, hogy meg nem nevezett izraeli biztonsági források szerint az alagutakat tömeges áldozatokkal járó terrortámadásban tervezték felhasználni, amelyet a zsidók 2014. szeptember 24-i Ros Hásána ünnepére (zsidó újév) időzítettek. A tervet a források Ariel Kahane riporter számára fedték fel, és az izraeli biztonsági kabinetet állítólag Benjamin Netanjahu miniszterelnök tájékoztatta róla. Az állítólagos cselekmény egy merényletterv volt, amelyben az éjszaka folyamán kétszáz erősen felfegyverzett Hamász terrorista bújt volna elő több mint egy tucat alagútból, hogy beszivárogjanak Izrael területére, és meggyilkoljanak és/vagy elraboljanak izraeli állampolgárokat.
Először 2001 szeptemberében használtak egy gázai alagutat terrortámadás végrehajtására a második palesztin intifáda jegyében, amikor "palesztinok egy 200 kilogrammos bombát robbantottak fel egy alagútban, a Termit határőrhely alatt, amely a Philadelphi folyosón található", aminek következtében a rafahi előőrs szinte teljesen megsemmisült.
2004 júniusában a Hamász alagútbombákkal megtámadta az IDF egyik előőrsét Gázában, egy katonát megölt és ötöt megsebesített. 
2004 decemberében, nem sokkal Jasszer Arafat halála után, megtorlásként, a Hamász és a Fatah a rafahi határátkelőhely alatt fekvő alagútban bombát robbantott, ezzel öt izraeli halálát okozva, az IDF előőrsének bombatámadásában pedig öt izraeli katonát megölt és hatot megsebesített.
2006 júniusában a Hamász terroristái a Kerem Shalom település közelében fekvő alagutat arra használták, hogy terrortámadást hajtsanak végre, amelynek eredményeként két IDF-katona meghalt, egy harmadikat, Gilad Shalitot pedig elrabolták.
2012 novemberében egy izraeli katona megsérült, aki éppen a határkerítésen végzett karbantartási munkákat, amikor a Hamász katonai szárnya, az Izz ad-Dín al-Kasszám Brigádok felrobbantott egy alagútcsapdát, valamint egy 13 éves palesztin fiút a robbanás során keletkezett géppuskatűz ölt meg.
Az alagutakat a 2014-es konfliktus során számos alkalommal használták. A konfliktus során az alagutakon keresztül a határon átszivárgó palesztin fegyveresek legalább négy alkalommal  keveredtek harcba izraeli katonákkal. Izraeli tisztviselők négy olyan incidensről számoltak be, amelyekben palesztin fegyveres csoportok tagjai bukkantak fel a polgári otthonoktól 1,1 és 4,7 km távolságra levő alagútkijáratokból.  Az izraeli kormány a határokon átnyúló alagutakat "támadási alagutaknak" vagy "terror alagutaknak" nevezi. Izrael szerint az alagutak segítségével lehetővé vált a rakéták  kilövése távirányító segítségével, a túszejtés és a tömeges áldozatokkal járó támadások.
2014. július 17-én a Hamász fegyveresei kézi páncéltörő gránátvetőket és gépkarabélyokat szállító fegyveresei az egyik alagúton keresztül lépték át az izraeli határt, körülbelül egy mérföldre Szufa mezőgazdasági falutól jöttek elő, de az izraeli védelmi erők megállították őket. Az izraeli hadsereg arról számolt be, hogy tizenhárom fegyveres lépett ki az alagútból, ezen kívül  videofelvételeket osztottak meg róluk, amikor légicsapás érte őket. Az izraeli hatóságok azt állították, hogy a fegyveresek célja civilek megtámadása volt.
2014. július 21-én két palesztin fegyveres osztag átlépte az izraeli határt a Kibbutz Nir Am melletti húzódó alagúton keresztül. Az első tízfős osztagot egy izraeli légicsapás ölte meg. A második osztag páncéltörő fegyverrel megölt négy izraeli katonát. A Jerusalem Post arról számolt be, hogy a támadók megpróbáltak behatolni a Nir Amba kibucba, ám egy magas rangú hírszerzési forrás a Times of Israelnek azt állította, hogy "a Hamász fegyveresei nem voltak mozgásban, nem a kibuc felé tartottak, hanem a földeken álcázták magukat, hogy lesből támadjanak meg egy katonai járőrt."
2014. július 28-án a Hamász és az Iszlám Dzsihád fegyveresei egy alagúton keresztül támadtak meg egy izraeli katonai előőrsöt Nahal Oz közelében, öt izraeli katonát megölve. Egy támadó is életét vesztette.
2014. augusztus 1-jén a Hamász alagútból kibújó fegyveresei megtámadtak egy izraeli járőrt Rafahban, megsértve ezzel a humanitárius tűzszünetet és két izraeli katonát megöltek. A fegyveresek egy alagúton keresztül tértek vissza Rafahba, és magukkal vitték Hadar Goldin hadnagy holttestét. Izrael először azt hitte, hogy a fegyveresek elrabolták Goldint és fogva tartják, de később megállapították, hogy őt is megölték.
Egy meg nem nevezett magas rangú hírszerzési forrás 2014. július 28-án azt mondta a The Times of Israelnek, hogy a kilenc felderített határon átnyúló alagút közül egy sem ért el civil közösséget, és az addigi öt beszivárgás során a Hamász inkább katonákat mint civileket célzott meg. 2014. július 31-én az izraeli hadsereg rádiója  egy meg nem nevezett magas rangú katonai tisztviselőt idézett, aki azt mondta, hogy "az alagutak katonai célpontokra irányultak, nem pedig a Gáza környéki településekre". Az UNHRC gázai konfliktussal foglalkozó vizsgálóbizottsága 2015-ben közzétett egy jelentést, amelyben arra a következtetésre jutottak, hogy a 2014-es konfliktus során "az alagutak csak a zöld vonal közelében lévő izraeli hadállások ellen irányuló támadások végrehajtására szolgáltak, amelyek legitim katonai célpontok." A Times of Israelnek nyilatkozó izraeli hírszerzési forrás azt jelezte, hogy a kilenc határon átnyúló alagút egyike sem irányult  határ menti polgári közösségekre. Minden beszivárgási kísérlet katonai célpontok megtámadására irányult. Úgy tűnik, hogy a támadások fő célja egy IDF katona elfogása volt. Az izraeli tisztviselők hamisnak ítélték az UNHRC jelentését.
2023. október 7-én a Hamász támadást intézett Izrael ellen, és több mint 240 embert ejtett túszul, közülük mintegy 30 gyereket, nőket, időseket, betegeket. A legfiatalabb túsz egy 9 hónapos kisbaba volt. 2023. október 24-én szabadon engedtek egy túszt, aki azt mondta az újságíróknak, hogy egy 25 túszból álló csoporttal együtt szállították és tartották fogva az alagúthálózatban.

#### Pszichológiai hatás
Eitan Shamir és Hecht azt írta, hogy a 2014-es gázai háború idején az izraeli települések alatt húzódó alagutakon keresztül végrehajtott, határokon átnyúló rajtaütések egyik célja az volt, hogy pszichés sokkot okozzanak az izraeli lakosságnak. Az ENSZ vizsgálóbizottsága megállapította, hogy "ezek az alagutak és a palesztin terroristák által való használatuk a 2014-es gázai háború során komoly aggodalmat keltettek az izraeliek körében, mert az alagutak civilek megtámadására használhatók fel." Slesinger szerint az alagutak sértik Izrael területi szuverenitását, és csökkentik az izraeli politikusok bizalmát abban, hogy a külső kockázatokat szokványos határérvényesítő módszerekkel képesek kezelni, úgy mint járőrök, kerítések, falak és ellenőrző pontok, ami veszélyezteti az izraeli polgárság bizalmát abban, hogy az állam képes megvédeni őt.

#### Emberrablás
Izrael az alagútépítés egyik elsődleges céljaként izraeli civilek elrablását és izraeli katonák túszul ejtését írja le. A Wall Street Journal az egyik riportere által megvizsgált támadásra szolgáló alagutat "gyilkosság és emberrablás céljára tervezettnek" minősítette, és megjegyezte, hogy a "3 mérföld hosszú alagutat betonnal erősítették meg, telefonvezetékekkel látták el és olyan kabinokat építettek hozzá, amelyek nem szükségesek beszivárgási műveletekre, ám túszejtésre és a túszok fogvatartására alkalmasak." 2013 októberében a Haaretz újság megjegyezte, hogy "az IDF alapvető feltételezése az volt, hogy ezeket az alagutakat akkor hozzák működésbe, ha a térségben eszkaláció lép fel, akár a Hamász, akár Izrael kezdeményezésében, így az alagutakat támadásokra és emberrablásra használnák", hozzátéve, hogy "[ha] a Hamasz  több izraeli állampolgárt vagy katonát ejt túszul, sokkal erősebb pozícióba kerülhet". A The New York Times szerint az egyik alagútban "egy nyugtatókat és műanyag bilincseket tartalmazó emberrablókészlet" volt.

## Izrael ellenintézkedései

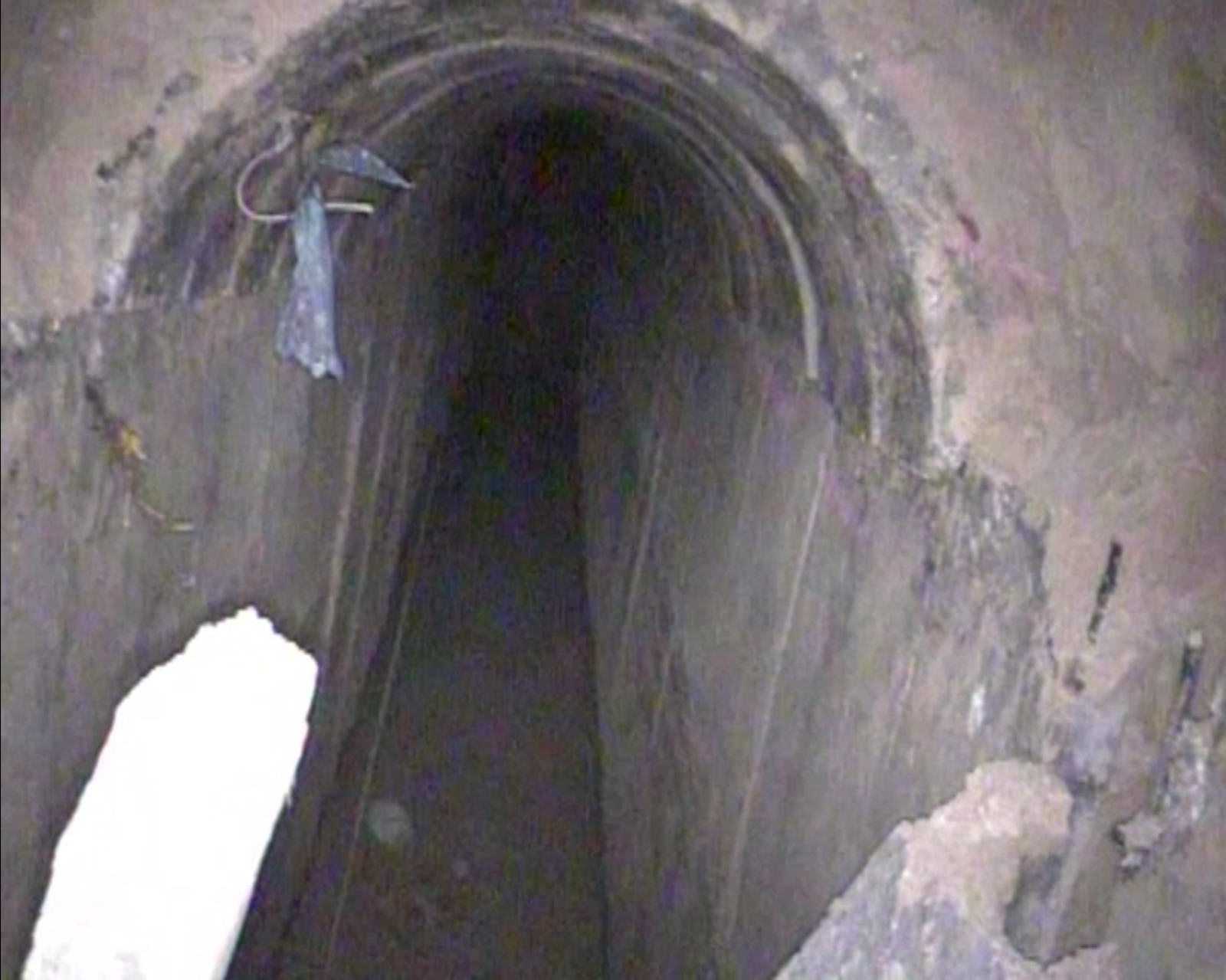
Palesztin alagút, amelyet 2017. december 10-én fedeztek fel a Kisszufim és Nirim kibucok között, a határ izraeli oldalán (de mindkét közösségtől több mint 1 km-re)

A második intifáda során az IDF számos alagutat fedezett fel és 2004 júniusáig több mint 100 alagutat semmisített meg
2006 októberében az IDF 13 csempészalagutat semmisített meg a Philadelphi útvonalon.
2007 novemberében az IDF egy paradicsomtermesztő melegházban elrejtett alagútkomplexumot azonosított, amelynek kijáratai Netiv HaAsara és Erez települések közelében voltak.
2008 novemberében hat fegyveres halt meg, amikor egy, a határkerítéstől 300 méterre fekvő alagutat semmisítettek meg az izraeli erők.
2012 novemberében az IDF egyhetes hadműveletet hajtott végre, amelynek során 140 csempészalagutat és 66, támadásokhoz használt alagutat vett célba, az akkoriban létező 500 alagútból. A hadművelet végére a támadóalagutak hálózata nagyrészt megsemmisült.
A 2013-ban felfedezett alagút a gázai Abasan al-Saghira faluból indult ki, mélysége 22 méter (72 ft) a bejáratnál, hossza körülbelül 950 méter (3120 ft), szélessége körülbelül 1,8 méter (5,9 ft), magassága körülbelül 1,1 méter (3,6 ft), mélysége a kijárat közelében 18 méter (59 ft), amely mintegy 2800 méter (1,7 mi) távolságban található Ein HaShlosha izraeli településről.
Izrael szerint 2013 januárja és októbere között három, határ alatt húzódó alagutat azonosítottak, amelyek közül kettő tele volt robbanóanyaggal.
2013 novemberében az IDF két, határon átnyúló alagutat semmisített meg.
Az izraeli erők elsődleges célja az alagutak lerombolása volt a 2014. július–augusztusi konfliktusban. Az IDF jelentése szerint 32 alagutat "semlegesített", amelyek közül tizennégy nyúlt át Izrael területére. A Wall Street Journal egyik rovata Yigal Carmonra, a Közel-Kelet Médiakutató Intézetének vezetőjére hivatkozott, aki azt mondta, hogy nem a 2014-es Gush Etzioni emberrablás és gyilkosság volt a háború közvetlen oka 2014 nyarán, hanem az alagutak. Carmon megítélése szerint az alagutak lehetővé tették a Hamasz számára, hogy a 2008-as mumbai Taj Hotel elleni iszlamista terrortámadáshoz hasonló méretű, tömeges áldozatokat követelő támadást hajthasson végre, amelyben 164 ember vesztette életét.
2014. július 5-én izraeli légicsapás rongált meg egy alagutat a Kerem Shalom kibuc közelében, valamint a Hamász katonai felügyelőinek egy csoportja meghalt az alagútnál 2014. július 6-án történt robbanásban. Carmon szerint ez győzhette meg a Hamászt arról, hogy Izrael tisztában van azzal, hogy mmilyen számban képesek a fegyveresek beszivárogni Izraelbe alagutakon keresztül, ami kevésbé teszi valószínűvé a sikeres, meglepetésszerű, tömeges áldozatokkal járó támadást, és ez meggyőzte a Hamász vezetést, hogy közvetlenül azelőtt induljanak háborúba mielőtt még több alagutat fedez fel és semmisít meg az IDF.
2014. július 6-án az IDF hat Hamász fegyverest ölt meg egy határon átnyúló alagút elleni rajtaütésben Rafah közelében. Ez az izraeli-palesztin konfliktus eszkalációjához vezetett, és az egyik fő oka lett a 2014-es izraeli-gázai konfliktusnak.
2014. július 17-én az IDF meghiúsította 13 fegyveres arra irányuló kísérletét, hogy támadást indítsanak Kibbutz Sufa közelében.
2014. augusztus 11-én az IDF bejelentette, hogy sikeresen teszteltek egy olyan rendszert, amely alkalmas ezen alagutak észlelésére. Az új rendszer szenzorok és speciális transzmitterek kombinációját használja az alagutak helyének pontos meghatározására. Az IDF számításai szerint a fejlesztés 1,5 milliárd NIS-be fog kerülni, és egy éven belül bevethető.
2016 májusában az IDF egy határokon átnyúló alagutat talált Holit település közelében, amelyet nyilvánvalóan azután építettek át, miután a Protective Edge hadművelet során először megsemmisült.
2017 nyarán Izrael megkezdte a több méterrel a föld alatt húzódó határfal építését az alagúttámadások ellen. A szerkezet érzékelőkkel van felszerelve a jövőbeni alagútépítés észlelésére. A szerkezet betonját öt, a projekt számára használt betongyárban állították elő, és naponta körülbelül 10 métert hosszú szakaszt készítettek el. Az építményt teljes egészében izraeli földön helyezték el.
2017. október 30-án az izraeli erők megsemmisítettek egy alagutat, amely a gázai határon keresztül haladt Izrael területére. A robbantásban és az azt követő mentőakciókban tizenkét palesztin terrorista vesztette életét, köztük a palesztinai Iszlám Dzsihád Mozgalom tíz tagja és két Hamász fegyveres. A legmagasabb rangú terrorista Arafat Marshood volt, az Iszlám Dzsihád al-Kudsz Brigádjának  dandárparancsnoka volt.
2017. december 10-én az izraeli erők további egy, határon áthúzódó alagutat semmisítettek meg.
2018 januárjában, egy Gázából Egyiptomba és Izraelbe átívelő támadásásra használt alagút megsemmisítését követően, Yoav Mordechai, az IDF vezérőrnagya azt mondta arabul: "Üzenem mindenkinek, aki ásni kezd, vagy aki túl közel van az alagutakhoz: Amint azt az elmúlt két hónapban láthatták, ezek az alagutak csak halált hoznak” – utalva az Izrael által nemrégiben lerombolt Hamász  alagutakra. Eyal Zamir vezérőrnagy kijelentette, hogy a Hamász további, Izraelbe vezető alagútjait semlegesítik, mivel hamarosan befejeződik a Gázai övezetet körülvevő műszaki zár építése.
2018 áprilisában az izraeli hadsereg bejelentette, hogy megsemmisített egy alagutat, amelyet az eddigi "leghosszabbnak" nevezett, és ami a Gázai övezet belsejéből, Dzsabalia negyedből több kilométeren át húzódott és mélyen benyúlt Izrael területére, Nahal Oz település felé, bár a kijáratot még nem építették meg.
2018 júniusában először egy izraeli légicsapás semmisített meg egy, a Hamászhoz tartozó tengeri alagutat.
2018 augusztusában az izraeli védelmi minisztérium közzétette az első képeket egy víz alatti gátról, amelyet a Hamász tengeren keresztül történő beszivárgásának megakadályozására terveztek. A gát építését két hónappal korábban kezdték és várhatóan az év végére fejeződik be. A gát kétszáz méterrre nyúlik be a Földközi-tengerbe.
2018 októberében az izraeli hadsereg lerombolt egy 1 kilométer (0,62 mi) hosszú alagutat a Gázai övezet déli részén, amely 200 méter (660 ft) mélyen hatolt be Izrael területére.
2021 májusában izraeli légicsapások több mint 100 kilométernyi alagúthálózatot semmisítettek meg Gázában a Falak Őre hadművelet során.
2021 decemberében az izraeli védelmi minisztérium bejelentette, hogy elkészült egy 65 kilométeres műszaki zár a gázai határ mentén, az izraeli lakosságot fenyegető, határokon átnyúló alagutak építésének kiküszöbölésére.
2023 októberében az izraeli védelmi erők arról számoltak be, hogy a Gázai övezetbe való behatolásuk során szivacsbombák alkalmazását fontolgatják, amely nem halált okozó eszköz és az alagutak lezárására szolgál.
2023 November 8.-án az Izraeli Védelmi Erők arról számoltak be, hogy 130 alagutat számoltak fel a szárazföldi offenzíva keretén belül.
Az egyiptomi kormány is biztonsági kockázatnak tekintette az alagutakat. Joel Roskin, a Bar-Ilan Egyetem geológiaprofesszora szerint 2013-ban Egyiptom megpróbált megsemmisíteni néhány, a gázai határ mentén húzódó alagutat oly módon, hogy szennyvízzel töltötte fel azokat, és lerombolta a bejáratukat rejtő házakat.

## Fordítás
Ez a szócikk részben vagy egészben  a   Palestinian tunnel warfare in the Gaza Strip című angol Wikipédia-szócikk ezen változatának fordításán alapul.  Az eredeti cikk szerkesztőit annak laptörténete sorolja fel. Ez a jelzés csupán a megfogalmazás eredetét és a szerzői jogokat jelzi, nem szolgál a cikkben szereplő információk forrásmegjelöléseként.

## Kapcsolódó szócikk
- Alagút-hadviselés